# UCI Oceania Tour 2015
L'UCI Oceania Tour 2015 és l'onzena edició de l'UCI Oceania Tour, un dels cinc circuits continentals de ciclisme de la Unió Ciclista Internacional. Està format per vuit proves, organitzades entre el 28 de gener i el 28 de febrer de 2015 a Oceania.

## Calendari de les proves

### Gener
| Data | Cursa                     | Cat. | Vencedor      | Equip         |
| ---- | ------------------------- | ---- | ------------- | ------------- |
| 28-1 | New Zealand Cycle Classic | 2.2  | Taylor Gunman | Avanti Racing |

### Febrer
| Data | Cursa                                        | Cat. | Vencedor        | Equip                          |
| ---- | -------------------------------------------- | ---- | --------------- | ------------------------------ |
| 1    | Cadel Evans Great Ocean Road Race            | 1.1  | Gianni Meersman | Etixx-Quick Step               |
| 4-8  | Herald Sun Tour                              | 2.1  | Cameron Meyer   | Orica-GreenEDGE                |
| 13   | Campionat d'Oceania de contrarellotge sub-23 | CC   | Harry Carpenter | Equip nacional d'Austràlia     |
| 13   | Campionat d'Oceania de contrarellotge        | CC   | Michael Hepburn | Equip nacional d'Austràlia     |
| 15   | Campionat d'Oceania en ruta sub-23           | CC   | David Edwards   | Equip nacional d'Austràlia     |
| 15   | Campionat d'Oceania en ruta                  | CC   | Taylor Gunman   | Equip nacional de Nova Zelanda |
| 28   | REV Classic                                  | 1.2  | Patrick Bevin   | Avanti Racing                  |

## Classificacions
- Font: Resultats finals a la web de l'UCI Arxivat 2016-04-11 a Wayback Machine.

| Pos. | Ciclista                 | Equip            | Punts |
| ---- | ------------------------ | ---------------- | ----- |
| 1    | Taylor Gunman (NZL)      | Avanti Racing    | 152   |
| 2    | Patrick Bevin (NZL)      | Avanti Racing    | 135   |
| 3    | Joseph Cooper (NZL)      | Avanti Racing    | 100   |
| 4    | Jordan Kerby (AUS)       | Drapac           | 74    |
| 5    | Jason Christie (NZL)     | Avanti Racing    | 72    |
| 6    | Thomas Davison (NZL)     | Avanti Racing    | 46    |
| 7    | James Oram (NZL) *       | Axeon            | 46    |
| 8    | Daniel Barry (NZL)       | Budget Forklifts | 44    |
| 9    | Sam Horgan (NZL)         | Budget Forklifts | 30    |
| 10   | Neil Van der Ploeg (AUS) | Avanti Racing    | 29    |

| Pos. | Equip                       | País         | Punts |
| ---- | --------------------------- | ------------ | ----- |
| 1    | Avanti Racing               | Nova Zelanda | 546   |
| 2    | Drapac                      | Austràlia    | 155   |
| 3    | Budget Forklifts            | Austràlia    | 142   |
| 4    | Axeon                       | Estats Units | 46    |
| 5    | Data3 Symantec Racing-Scody | Austràlia    | 30    |
| 6    | Charter Mason Giant Racing  | Austràlia    | 25    |
| 7    | Hincapie Racing             | Estats Units | 20    |
| 8    | NFTO                        | Regne Unit   | 19    |
| 9    | UnitedHealthcare            | Estats Units | 14    |
| 9    | MTN-Qhubeka                 | Sud-àfrica   | 14    |

| Pos. | País         | Punts   |
| ---- | ------------ | ------- |
| 1    | Nova Zelanda | 1 215,4 |
| 2    | Austràlia    | 775     |

| Pos. | País         | Punts |
| ---- | ------------ | ----- |
| 1    | Austràlia    | 363,5 |
| 2    | Nova Zelanda | 308,4 |